# Regional At Best
Regional at Best (abreviado como RAB), es el segundo álbum lanzado de forma independiente por el grupo musical estadounidense Twenty One Pilots, publicado el 8 de julio de 2011.
El álbum cambió de estilo musical respecto al primero, este teniendo elementos del indietronica, indie rock, electrónica y hip hop.

## Creación
Poco después de que Nick Thomas y Chris Salih abandonaran la banda, el baterista Josh Dun se unió a Tyler Joseph para formar el actual dúo. El estilo de música cambió drásticamente, ya que en su primer álbum (2009), el tono era más oscuro y significativo, mientras que en el actual álbum la música cambió a un tono más suave y ligero. El álbum se lanzó de forma independiente el 8 de julio de 2011, en formato digital y en CD, acompañado de un concierto libre en la secundaria New Albany.

## Contrato con Fueled by Ramen
Después de firmar un contrato con Fueled by Ramen, los derechos de Regional at Best se trasladaron a la discográfica. Afortunadamente, Tyler Joseph negoció con éxito para mantener su condición de propietario del álbum. Como parte del contrato, la descarga digital y la forma física en CD de Regional at Best salieron del mercado, coincidiendo con la fecha de lanzamiento del primer álbum de estudio de la banda, "Vessel", el 8 de enero de 2013. Se especula que Fueled by Ramen desechó el álbum debido a que varias canciones de Regional At Best estarían en "Vessel", sin embargo, el álbum aún se encuentra disponible en la plataforma digital Deezer.
Cinco canciones del álbum ("Guns for Hands", "Holding on to You", "Ode to Sleep", "Car Radio", y "Trees"), fueron regrabadas y relanzadas en el nuevo álbum, "Vessel". "Lovely" también fue regrabada y relanzada como una pista adicional para Japón en abril de 2013. Más tarde, esta canción se lanzó como una pista adicional para toda Europa y Asia. "Glowing Eyes", "Kitchen Sink", y "Forest" fueron lanzadas como bonus tracks para el Reino Unido sin cambio alguno en cuanto a la versión original.
En la red social Tumblr, la banda respondió a las preguntas de sus seguidores respecto a las pistas regrabadas. Ellos declararon que era un "mixtape glorioso" de demos. Tyler confirmó lo dicho en una entrevista con el Huffington Post, además de mencionar que los coros de la versión original de "Holding On To You" estarían en la versión de "Vessel".

## Diseño de arte y cubierta
La cubierta del álbum fue creada por Reel Bear Media, y muestra al hermano de Tyler Joseph, Zack Joseph, en un campo de entrenamiento de béisbol.

## Lista de canciones
Todas las canciones escritas y compuestas por Tyler Joseph, salvo las indicadas. 
| N.º   | Título              | Escritor(es) | Duración |  |
| 1.    | «Guns for Hands»    | | 4:37     |  |
| 2.    | «Holding on to You» | Joseph, Maurice Gleaton, Charles Hammond, Robert Hill, Deangelo Hunt, Bernard Leverette, Gerald Tiller, Jamall Willingham | 4:26     |  |
| 3.    | «Ode to Sleep»      | | 5:14     |  |
| 4.    | «Slowtown»          | | 4:57     |  |
| 5.    | «Car Radio»         | | 4:49     |  |
| 6.    | «Forest»            | | 4:11     |  |
| 7.    | «Glowing Eyes»      | | 4:26     |  |
| 8.    | «Kitchen Sink»      | | 5:34     |  |
| 9.    | «Anathema»          | | 3:59     |  |
| 10.   | «Lovely»            | | 4:20     |  |
| 11.   | «Ruby»              | | 4:30     |  |
| 12.   | «Trees»             | | 4:20     |  |
| 13.   | «Be Concerned»      | | 4:08     |  |
| 14.   | «Clear»             | | 3:38     |  |
| 63:09 |                     | |          |  |

Todas las canciones escritas y compuestas por Tyler Joseph. 
| Bonus tracks (vía Newsletter) |                 |          |  |
| N.º                           | Título          | Duración |  |
| 1.                            | «House of Gold» | 2:24     |  |
| 2.                            | «Two»           | 3:05     |  |
| 68:38                         |                 |          |  |

## Créditos
Twenty One Pilots
- Tyler Joseph - bajo eléctrico, sintetizadores, voz, ukulele, guitarra eléctrica, pianoforte

Personal adicional
- Zack Joseph - Participación en Kitchen Sink
- Jocef - Participación en Be Concerned